# Leandra subobruta
Leandra subobruta är en tvåhjärtbladig växtart som beskrevs av John Julius Wurdack. Leandra subobruta ingår i släktet Leandra och familjen Melastomataceae. Inga underarter finns listade i Catalogue of Life.